# Mai Meneses
Pour les articles homonymes, voir Meneses.
María Isabel González-Meneses García-Valdecasas plus connue comme Mai Meneses (Madrid, 4 janvier 1978 ), est une chanteuse espagnole.
Elle est la benjamine d'une famille avec 6 enfants. Elle a une 2e licence en droit et a travaillé comme assistante administrative. Elle participe à la 2e édition de Star Academy en Espagne. Après ça, elle édita le single Vuelve et collabora dans l'album  "Soy capaz & Pequeñas cosas" d'Inma Serrano. Au côté du musicien Kim, elle a formé récemment le groupe Nena Daconte.

## Discographie
- Vuelve cd single (Vale Music, 2002)
- Mi amor cd single, collaboration avec Inma Serrano (Cerebro Demente Records, 2003)
- He perdido los zapatos (J'ai perdu mes chaussures) (Daconte Music/Universal Music Spain, 2006) Nena Daconte.
- Retales de carnaval (Des coupons du carnaval)(Daconte Music/Universal Music Spain, 2008) Nena Daconte.